# So was wie Liebe
So was wie Liebe ist eine romantische Filmkomödie mit Ashton Kutcher (Oliver) und Amanda Peet (Emily) aus dem Jahr 2005.
Der Film handelt im Wesentlichen von der sich über viele Jahre entwickelnden Beziehung der zwei Hauptcharaktere Oliver und Emily.

## Handlung
Oliver, der bei seinen Eltern lebt und den Traum hat, sich eine eigene Firma aufzubauen, trifft am Flughafen von Los Angeles zufällig auf Emily, die sich gerade erst von ihrem Freund getrennt hat und ziemlich verzweifelt ist. Ihre Blicke treffen sich lange, doch keiner von beiden unternimmt etwas. Während des Fluges nach New York ergreift Emily die Initiative, und die beiden kommen sich in der Flugzeugtoilette näher.
Nach der Landung zeigt nur Oliver Interesse an einem näheren Kennenlernen, Emily wiegelt ihn immer wieder ab. Die Begründung sind seine, ihrer Meinung nach, drei Fehler:
1. Sie musste den ersten Schritt machen.
2. Er spielt nicht Gitarre.
3. Er hat das falsche Sternzeichen.

Doch schließlich lässt sich Emily auf einen Drink mit ihm ein. Nach einer Diskussion über Olivers Zukunft treffen sie eine Abmachung: In sechs Jahren soll Emily sich bei ihm melden, um zu überprüfen, ob er ein Haus, eine Ehefrau sowie eine erfolgreiche Karriere hat. Wetteinsatz sind 50 Dollar. Anschließend ziehen sie durch die Straßen und Emily schießt Fotos mit Olivers Kamera, bis der Film voll ist. Da Oliver darüber etwas verärgert ist, nimmt Emily den vollen Film an sich und kauft ihm einen neuen, bevor sie sich wieder trennen.
Emily meldet sich entgegen der Abmachung schon drei Jahre später bei Oliver, da ihr Freund mit ihr Schluss gemacht hat und sie kurzfristig eine Begleitung für eine Silvesterparty braucht. Oliver sagt zu und hilft ihr sogar, ihren Exfreund eifersüchtig zu machen. Nach einer ausgelassenen Nacht erwacht Emily allein in Olivers Appartement. Dieser musste aus beruflichen Gründen nach San Francisco, wollte sie nicht wecken und brach deshalb auf, ohne sich zu verabschieden. Emily bleibt nur noch seine Kamera, die er als Geschenk zurückgelassen hatte.
Zwei Jahre später: Olivers Firma floriert, und er lebt mit seiner Ehefrau in einem schönen Haus. Doch da ihm der Beruf wichtiger ist als seine Frau, verlässt diese ihn. In einer überstürzten Aktion fährt er nach Los Angeles zu Emily, die mittlerweile Fotografin ist. Sie gehen miteinander aus und treffen dort Emilys Exfreund. In dessen Armen Gina, eine Freundin von Emily. Vereint in ihrem Liebeskummer, fahren beide aus der Stadt hinaus, singen Schmusesongs im Radio mit und betäuben ihren Herzschmerz mit Alkohol. Der Trip endet in einem Nationalpark, wo beide auf der Kühlerhaube liegen, miteinander reden und den Sternenhimmel betrachten. Emily hat ihre Kamera dabei und überredet Oliver dazu, zusammen nackt für ein Foto vor dem Nachthimmel zu posieren. Erregt von dieser Situation, landen die beiden auf dem Rücksitz des Autos.
Zurück in der Stadt verabschieden sie sich wieder voneinander, und Oliver gesteht Emily, dass er noch Restgefühle für seine Ehefrau hat. Emily findet das in Ordnung; sie habe ebenfalls jemanden kennengelernt.
Am nächsten Tag fliegt Oliver geschäftlich nach New York. Dort bekommt er überraschend einen Anruf von Emily, die ihn darum bittet, das Grab ihrer Mutter zu besuchen und dort Blumen niederzulegen.
Ein weiteres Jahr später: Olivers Firma ist pleitegegangen, und in ihm wächst der Wunsch, wieder mit Emily zusammen zu sein. Er reist nach Los Angeles und gesteht Emily gitarrespielend seine Liebe, doch deren Hochzeit mit einem anderen Mann steht kurz bevor. Schweren Herzens gibt er sie auf und zieht wieder zu seinen Eltern.
Emily findet wenige Tage vor ihrer Hochzeit zufällig den Film wieder, den sie bei ihrem ersten Treffen mit Oliver vollgeknipst hatte. Sie entwickelt ihn und stellt fest, dass er sie bereits fotografiert hatte, bevor sie zu ihm in die Flugzeugtoilette gekommen war. Er hatte also doch den ersten Schritt gemacht und für sie sogar gelernt, Gitarre zu spielen. Ihr wird klar, dass Oliver der Richtige für sie ist, woraufhin sie sich von ihrem zukünftigen Ehemann trennt. 
Sie fährt zu Olivers Elternhaus, nachdem sie durch Zufall erfahren hat, dass dort eine Hochzeit gefeiert wird. Als sie Oliver im Anzug sieht, nimmt sie an, es wäre seine Hochzeit, und will überstürzt das Haus verlassen. Doch er hält sie auf, da es sich nur um die Hochzeit seiner Schwester handelt. Daraufhin küssen Oliver und Emily sich.

## Kritiken
Peter Travers verglich den Film in Rolling Stone vom 21. April 2005 mit den romantischen Komödien Harry und Sally sowie Weil es Dich gibt, zum Teil mit den Filmen Before Sunrise und Before Sunset. Er meinte, der Film wäre selbst für die Fans von Amanda Peet und Ashton Kutcher schwer erträglich.

„Der verkrampfte Liebesfilm hält auf der Suche nach unkonventionellen Ideen seine Protagonisten zu infantilen Neckereien an, was freilich die unglaubwürdige Geschichte kaum interessanter macht.“

## Auszeichnungen
Ashton Kutcher gewann 2005 für das Singen des Songs I'll Be There for You (im Original von Bon Jovi) den Teen Choice Award. Der Film wurde in drei weiteren Kategorien für die Auszeichnung nominiert, darunter Amanda Peet als Beste Komödiendarstellerin.